# Koenraad I van Berg
Koenraad I van Berg (circa 1250 - Keulen, 26 mei 1313) was van 1306 tot 1310 bisschop van Münster graaf van Berg. Hij behoorde tot het huis Limburg.

## Levensloop
Koenraad I was een zoon van graaf Adolf IV van Berg uit diens huwelijk met Margaretha, dochter van graaf Lotharius I van Hochstaden. 
In 1273 benoemd tot proost van de Sint-Kunibertkerk en de Maria ad Graduskerk in Keulen, werd Koenraad in 1274 na de dood van Engelbert II van Valkenburg verkozen tot aartsbisschop van Keulen. Omdat hij echter noch gewijd was, noch de vereiste leeftijd had voor deze functie, verwierp paus Gregorius X de verkiezing en stelde hij Siegfried van Westerburg aan als aartsbisschop. Vervolgens maakte Koenraad van 1275 tot 1297 deel uit van de proosdij van de Dom van Keulen en daarna werd hij kanunnik van de Keulse Dom.
Op 18 oktober 1306 werd Koenraad verkozen tot bisschop van Münster, nadat zijn voorganger Otto III van Rietberg wegens een conflict met het domkapittel werd afgezet. Koenraad zelf werd wel erkend door het kapittel en de Landsstaten, bouwde met de steun van graaf Everhard I van der Mark zijn heerschappij uit en zette zich door tegen de overgebleven aanhangers van Otto III van Rietberg. In augustus 1309 voerde hij bovendien een landsprivilege in, waarin onder andere bepaald werd dat kerkelijke goederen voortaan aan wereldlijke heersers beleend konden worden, op voorwaarde dat er geen zonen voorhanden waren. Kort daarna liet hij het beheer van zijn bisdom over aan een bisschoppelijke raad.
Ondertussen had zijn voorganger Otto III van Rietberg zich naar het pauselijke hof in Avignon begeven, om zijn afzetting te laten annuleren. Paus Clemens V riep de strijdende partijen bijeen, maar Otto overleed in oktober 1308 en Koenraad ging niet op de uitnodiging in. Uiteindelijk volgde de paus de argumenten van Otto III van Rietberg en op 13 augustus 1310 werd Koenraads verkiezing als bisschop ongeldig verklaard. Dezelfde dag benoemde hij Lodewijk II van Hessen tot nieuwe bisschop van Münster. Na het einde van zijn ambt keerde Koenraad terug naar Keulen, waar hij tot aan zijn dood in mei 1313 een volledig teruggetrokken leven leidde.
- Gemeinsame Normdatei: 136418902
- Virtual International Authority File: 80765640